# Armand Richard
Pour les articles homonymes, voir Richard.
Armand Richard est un fermier et un homme politique canadien.

## Biographie
Armand Richard est né le 14 avril 1895 à Acadieville, au Nouveau-Brunswick. Son père est Pierre Richard et sa mère est Olive Bourgeois. Il épouse Emma Pineau le 9 avril 1918 et le couple a six enfants.
Il est député de Kent à l'Assemblée législative du Nouveau-Brunswick de 1944 à 1952 en tant que libéral. Il est aussi conseiller municipal du comté de Kent.
Il est membre de la Société nationale de l'Acadie.